# Skörtunna

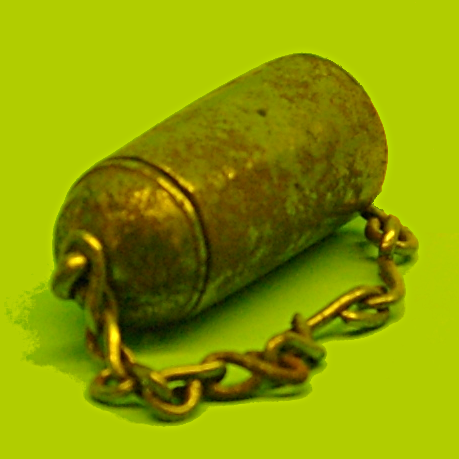
Skörtunna av plåt.

Skörtunnan användes förr till att förvara glöd i under färd. I cylindern förvarades även skör (en bit tyg) eller fnöske, vilket användes tillsammans med glöden för att få eld.